# Mặt đẳng áp
Mặt đẳng áp là một mặt cong mà mọi điểm trên đó có giá trị áp suất như nhau, được gọi là mặt đẳng áp.

## Tính chất
- Khi xét chất lỏng ở trạng thái tĩnh trong trường trọng lực, thì mặt đẳng áp là các mặt phẳng song song nhau và vuông góc với trọng lực.
- Khi xét chất lỏng chứa trong bình chuyển động thẳng với gia tốc a thì mặt đẳng áp hợp với phương nằm ngang một góc α.
- Khi xét chất lỏng trong bình chứa hình trụ tròn xoay đang quay với vận tốc góc ω thì mặt đẳng áp là những parapoloic tròn xoay.